# سوبکووه
سوبکووه (به لهستانی:  Subkowy) یک روستا در لهستان است که در گمینا سوبکووه واقع شده‌است. سوبکووه ۱٬۹۴۱ نفر جمعیت دارد.